# مارتین پروکوپ
مارتین پروکوپ (انگلیسی: Martin Prokop؛ زادهٔ ۴ اکتبر ۱۹۸۲) راننده رالی اهل جمهوری چک است. او در سال ۲۰۰۹ قهرمانی کلاس رالی جوانان جهان را به دست آورده است.

## حرفه ورزشی
پس از چهار سال رقابت در مسابقات قهرمانی رالی چک، پروکوپ اولین بار در رالی ۲۰۰۵ مونت کارلو وارد مسابقات رالی قهرمانی جهان شد او در کلاس جوانان جهان (JWRC) رالی قهرمانی جهان در رده نهم قرار گرفت. او فصل خود را با همین رتبه در رده‌بندی کلی جوانان به پایان رساند. در فصل ۲۰۰۶، پروکوپ اولین پیروزی خود در این کلاس و در رالی کاتالونیا به دست آورد، او در پایان فصل در رده‌بندی کلی در جایگاه دهم قرار گرفت.